# Ralph D. Stacey
Ralph Douglas Stacey (født 10. september 1942 i Johannesburg, død 4. september 2021) var en britisk organisationsteoretiker og professor i ledelse på Hertfordshire Business School, University of Hertfordshire i Storbritannien. Han var blandt pionererne inden for brugen af naturvidenskab til forståelse af menneskelige organisationer og deres ledelse. Han er bedst kendt for sit forfatterskab om organisationsteori som komplekse responsive processer.